# Карлссон, Сабина
Сабина Лайла Элизабет Карлссон (швед. Sabiene Laila Elisabeth Karlsson; 28 марта 1962, Хаверё, Швеция) — шведская биатлонистка, участница Кубка мира по биатлону.

## Биография
Сабина Карлссон родилась в городе Хаверё 28 марта 1962 года. Участвовала в чемпионатах мира по биатлону, единственную медаль завоевала в составе сборной Швеции в эстафете в Фалуне в 1986 году. В Лахти в 1987 году показала лучший личный результат на чемпионате мира, в индивидуальной гонке пришла к финишу 13-й.
В Кубке мира лучшим достижением спортсменки является пятое место в спринте в Ювяскюля в 1988 году. Всего Сабина принимала участие в трёх Кубках мира, с 1987 по 1989 год. В 1989 году завершила карьеру.